# La Chapelle-de-Surieu
La Chapelle-de-Surieu är en kommun i departementet Isère i regionen Auvergne-Rhône-Alpes i sydöstra Frankrike. Kommunen ligger i kantonen Roussillon som tillhör arrondissementet Vienne. År 2022 hade La Chapelle-de-Surieu 761 invånare.

## Befolkningsutveckling
Antalet invånare i kommunen La Chapelle-de-Surieu
Referens:INSEE